# Lubomír Doležel
Lubomír Doležel (Lesnice, 3 de outubro de 1922 - Verona, 28 de janeiro de 2017) foi um teórico literário tcheco e um dos fundadores da chamada teoria dos mundos ficcionais.

## Biografia
Dolezel estudou na Charles University, em Praga e recebeu seu CSC (aproximadamente equivalente a um PhD) em Filologia Eslava do Instituto da Língua Tcheca da Academia de Ciências da Checoslováquia . Muitos de seus professores e mentores eram representantes da chamada Escola de Praga, um centro reconhecido internacionalmente e influente do pensamento estruturalista e da semiótica. A influência da Escola de Praga é evidente na tese de doutorado de Dolezel Sobre o estilo da ficção em prosa moderna tcheca (1960, publicada em tcheco), e também inspira seus trabalhos posteriores. Na década de 1960, Dolezel trabalhou simultaneamente como pesquisador no Instituto de Língua Tcheca e como assistente e, posteriormente associado, foi professor da Faculdade de Filosofia da Charles University . Ele se dedicou à aplicação da matemática (especialmente estatística), teoria da informação e cibernética no estudo da linguagem e da literatura. Fundou e co-editou uma série intitulada Estudos de Praga em Linguística Matemática.
Em 1965, Doležel foi convidado pela Universidade de Michigan como professor visitante, onde permaneceu até 1968. Ele coeditou (com Richard W. Bailey ) uma coleção de estudos Statistics and Style (American Elsevier, 1969). Ao retornar para Praga, foi nomeado pesquisador do Instituto de Literatura Tcheca da Academia de Ciências da Checoslováquia, mas no outono de 1968, com a invasão soviética, ele deixou o país. Também foi convidado pela Universidade de Toronto como professor visitante no Departamento de Línguas e Literaturas Eslavas, onde mais tarde se tornou professor titular. Em 1982, ele foi nomeado para o Centro de Literatura Comparada. Seu principal interesse de pesquisa foi a teoria literária, com foco na narrativa (narratologia). A posição teórica de Doležel foi fortemente influenciada pela filosofia analítica, especialmente pela estrutura conceitual de mundos possíveis.
Doležel apresentou trabalhos e conferências internacionais. Foi professor visitante da Universidade de Amsterdã, da Universidade de Munique e da Charles University . Ele publicou inúmeros artigos sobre a história da poética, narratologia e semântica ficcional, e alguns livros sobre os mesmos assuntos.

## Trabalhos
- O stylu moderní české prózy (Sobre o estilo da ficção em prosa tcheca moderna), 1960
- Narrative Modes in Czech Literature, 1973 (edição revisada em 1993)
- Occidental Poetics: Tradition and Progress, 1990
- Heterocosmica: Fiction and Possible Worlds, 1997
- Possible Worlds of Fiction and History: The Postmodern Stage, 2010.